# Гоупвелл Тауншип (округ Вашингтон, Пенсільванія)
Гоупвелл Тауншип (англ. Hopewell Township) — селище (англ. township) в США, в окрузі Вашингтон штату Пенсільванія. Населення — 852 особи (2020).

## Демографія
Згідно з переписом 2010 року, у селищі мешкало 957 осіб у 367 домогосподарствах у складі 294 родин. Було 393 помешкання
Расовий склад населення:
| - 95,9 % — білих - 1,0 % — чорних або афроамериканців - 0,6 % — корінних американців |

До двох чи більше рас належало 2,4 %. Частка іспаномовних становила 1,5 % від усіх жителів.
За віковим діапазоном населення розподілялося таким чином: 20,1 % — особи молодші 18 років, 63,2 % — особи у віці 18—64 років, 16,7 % — особи у віці 65 років та старші. Медіана віку мешканця становила 46,1 року. На 100 осіб жіночої статі у селищі припадало 102,8 чоловіків;  на 100 жінок у віці від 18 років та старших — 109,0 чоловіків також старших 18 років.
Середній дохід на одне домашнє господарство  становив 93 141 долар США (медіана — 72 344), а середній дохід на одну сім'ю — 101 277 доларів (медіана — 75 000). Медіана доходів становила 48 958 доларів для чоловіків та 37 656 доларів для жінок. За межею бідності перебувало 5,9 % осіб, у тому числі 9,8 % дітей у віці до 18 років та 3,8 % осіб у віці 65 років та старших.
Цивільне працевлаштоване населення становило 469 осіб. Основні галузі зайнятості: освіта, охорона здоров'я та соціальна допомога — 26,0 %, виробництво — 12,6 %, будівництво — 12,4 %.